# Grewia scabrella
Grewia scabrella är en malvaväxtart som beskrevs av George Bentham. Grewia scabrella ingår i släktet Grewia och familjen malvaväxter. Inga underarter finns listade i Catalogue of Life.